# 内川目村
内川目村（うちかわめむら）は、昭和29年（1954年）まで岩手県稗貫郡にあった村。現在の花巻市大迫町内川目にあたる。

## 地理
- 山：早池峰山
- 河川：岳川

## 沿革
- 明治22年（1889年）4月1日 - 町村制施行にともない、旧来の内川目村単独で村制施行。大迫町・外川目村と町村組合を形成（大迫町外二箇所組合）。
- 明治25年（1892年）10月9日 - 大迫町が町村組合より離脱。内川目・外川目組合村となる。
- 昭和21年（1946年）8月 - 外川目村との組合村を解消。
- 昭和30年（1955年）1月1日 - 大迫町・亀ヶ森村・外川目村と合併し、新制の大迫町となる。

## 行政
- 歴代村長

大迫町外二箇所（内川目・外川目）組合町村長
大迫町の項を参照のこと
内川目・外川目組合村長
| 代 | 氏名           | 就任                      | 退任                   | 備考               |
| -- | -------------- | ------------------------- | ---------------------- | ------------------ |
| 1  | 大沢精一       | 明治25年（1892年）10月9日 | 明治27年（1894年）7月  | 組合町村長より転任 |
| 2  | 伊藤源重       | 明治27年（1894年）10月    | 明治31年（1898年）9月  |                    |
| 3  | 村田万次郎     | 明治31年（1898年）9月     | 明治33年（1900年）3月  |                    |
| 4  | 大沢精一       | 明治32年（1899年）3月     | 明治37年（1904年）6月  | 再任               |
| 5  | 富沢純蔵       | 明治37年（1904年）6月     | 明治41年（1908年）8月  |                    |
| 6  | 佐々木治左ェ門 | 明治41年（1908年）8月     | 明治45年（1912年）7月  |                    |
| 7  | 佐々木文次郎   | 明治45年（1912年）7月     | 大正5年（1916年）5月   |                    |
| 8  | 瀬川伊佐吉     | 大正5年（1916年）9月      | 昭和11年（1936年）10月 |                    |
| 9  | 伊藤金太郎     | 昭和11年（1936年）10月    | 昭和15年（1940年）10月 |                    |
| 10 | 藤原慶造       | 昭和15年（1940年）10月    | 昭和21年（1946年）8月  |                    |

内川目村長
| 代 | 氏名       | 就任                  | 退任                       | 備考             |
| -- | ---------- | --------------------- | -------------------------- | ---------------- |
| 1  | 藤原慶造   | 昭和21年（1946年）8月 | 昭和22年（1947年）4月      | 組合村長より留任 |
| 2  | 佐々木政靎 | 昭和22年（1947年）4月 | 昭和29年（1954年）12月31日 |                  |